# إيفيلين شاكر
إيفيلين شاكر (1938-2010) رائدة في دراسة الأدب العربي الأمريكي ونشرت بعض الدراسات الأكاديمية لتسمية الأدب الأميركي العربي كحقل ونشرت كتابين: بنت العرب: العرب والنساء العرب الأميركيات في الولايات المتحدة (1997) وتذكرني لبنان: قصص المرأة اللبنانية في أميركا وهي مجموعة قصص قصيرة (2007) التي فازت بجائزة الكتاب الوطني الأمريكي العربي.

## حياتها
نشأت شاكر في ويست روكسبري وكانت الأصغر سنا لطفلين. تخرجت عام 1956 من كلية البنات اللاتينية في بوسطن وحصلت على درجة البكالوريوس من كلية وليسلي حيث درست اللغة الإنجليزية. شاكر حصلت على الماجستير من جامعة هارفارد وعلى الدكتوراه من جامعة بوسطن. درست شاكر الكتابة لسنوات عديدة في جامعة بنتلي في والثام حيث كانت أستاذة فخرية ودرست أيضا في كليات أخرى بما في ذلك جامعة نورث إيسترن وجامعة تافتس. كما درست في منطقة الشرق الأوسط في جامعة البحرين وجامعة دمشق.
في عام 1997 نشرت شاكر كتاب بنت العرب حيث قابلت المرأة العربية الأمريكية وأضافت إلى خبراتهن خبرات والدتها وجداتها. في جزء منه استخدمت شاكر كتاب إلى وقائع التحول التدريجي بين أبناء المهاجرين وبصورة رئيسية من لبنان وفلسطين لأنهم حاولوا محو تراثهم من خلال الاستيعاب لإضافة كلمة عربية عندما تصف نفسها بأنها أمريكية.
مجموعة القصص القصيرة تذكرني لبنان: قصص نساء لبنانيات في أمريكا في مختلف العصور من الستينات إلى الحاضر وتعيدنا إلى الوراء أحيانا حتى مطلع القرن العشرين. أبطال القصص تتراوح أعمارهم بين سن المراهقة الذين يقاومون فهم الوالدان للشرف لامرأة مسنة التي تعود من القبر لمحاولة أخيرة في جلد عائلتها. معظم القصص تتحدث عن القضايا الشخصية التي تنطوي على التفاوض بين الأجيال والثقافات ولكن البعض الآخر كان لها بعد سياسي على خلفية الحرب الأهلية اللبنانية والبعض الآخر عن أحداث الحادي عشر من سبتمبر حيث تروي مشاهدات امرأة ظلت تراقب منزل الأسرة العربية المجاور لها.